# زين العشماوي
زين العشماوي (8 مايو 1934 - 23 أبريل 1991)، ممثل مصري ،  من مواليد حي السيدة زينب في القاهرة رغم إن والده وإخوته من مواليد محافظة دمياط ، وهو خريج المعهد العالي للفنون المسرحية، والتحق بفرقه إسماعيل ياسين، وفرقه يوسف وهبي، وعمل في العديد من المسرحيات، انضم إلى فرقه ساعه لقلبك، التقى بالفنانة حورية حسن وتزوجها لكنهما انفصلا في السنوات الأخيرة من حياتها، عمل في مسلسلات «خيال المأته»، «الرمال الناعمة»، « برج الحظ». كان جميل الملامح، طيبا في «الخطايا»، وشريرا في «اللص والكلاب» و«موعد في البرج»، وفي السبعينات تغيرت ملامحه وشكل أدائه.

## من أشهر أعماله

### أفلام
|  | - حالة مراهقة: 1990 - جاك - من فضلك وإحسانك: 1986 - آخر الرجال المحترمين: 1984 - طحيمر العفش - شاطئ الحظ: 1983 - الإنسان يعيش مرة واحدة:1981 - الدكتور طارق - لست شيطانا ولا ملاكا:1980 - مغامرون حول العالم: 1978 - جوهر - وراء الشمس: 1978 - علي مدير مكتب هاشم بك - رحلة النسيان:1978-رياض ضيف شرف |  | - لا يا من كنت حبيبي: 1976 - يوسف - نساء تحت الطبع:1976 - أرملة ليلة الزفاف: 1974 - عباس - 3 قصص:1968- لطفي القصة 1 - جريمة في الحي الهادي:1967 - معبودة الجماهير:1967 - مساعد مدير الفرقة - آخر العنقود: 1966 - سائق اللوري - الراهبة: 1965 - أرملة وثلاث بنات: 1965-شوقي |  | - بنت عنتر: 1964-خال عنيترة - ألف ليلة وليلة: 1964 - من أتباع كاظم - أدهم الشرقاوي: 1964 - عبد الغفّار - صاحب الجلالة: 1963 - الضابط المصري - بطل للنهاية: 1963 - رشاد الوسيط بين زعيم العصابة وأفرادها - على ضفاف النيل:1963 - الخطايا: 1962-الظابط - صراع الجبابرة: 1962 - زين |  | - الحقيبة السوداء: 1962 - صديق إسماعيل - آخر فرصة: 1962 - موعد في البرج: 1962 - علاء - اللص والكلاب: 1962 - عليش سدرة - هذا هو الحب: 1958 - صديق فؤاد - أنا وأمي:1957 - دماء في الصعيد - محمد - إنتقام المهراجا |

### مسلسلات
| - أنا وإنت وبابا في المشمش:1989-باهر الأمير - أولادي:1989 - رفاعة الطهطاوي:1987 - الزير سالم:1984 - اللقاء الأخير:1982 - الفتوحات الإسلامية:1981-فالنتين | - ابتسامة بين الدموع:1980-ضيف شرف - في مهب الريح:1979-فضلون سليم - لا يا ابنتي العزيزة:1979-زين - برج الحظ:1978-توفيق - أحلام الفتى الطائر:1978-علاء رشدي | - أوراق الورد:1977 - الهاربان:1976 - على باب زويلة:1975 - الرمال الناعمة:1967 - خيال المآتة:1964 | - ماتش التعادل - بعد العاصفة - الدنيا الجديدة - أبرياء ولكن - حسابي مع الأيام |

| \| - الواد النمس:1981 - الغبي وأنا:1981 - يا عالم نفسي اتسجن:1975 - تمر حنة:1974-عاصم بية \| - سفاح رغم أنفه:1970-توفيق - عريس في علبة:1961-محسن ابن الأخ الطالب الفاشل - المغفلين الثلاثة:1961 - منافق للإيجار:1960-شكري \| - راسبوتين:1960 - عايز أحب:1958 - كرسي الاعتراف \| | - نادية:1968 - حساب الأمس - سبعة وجوه للحب - يوليوس قيصر                                                                     |                                                 |
| - الواد النمس:1981 - الغبي وأنا:1981 - يا عالم نفسي اتسجن:1975 - تمر حنة:1974-عاصم بية | - سفاح رغم أنفه:1970-توفيق - عريس في علبة:1961-محسن ابن الأخ الطالب الفاشل - المغفلين الثلاثة:1961 - منافق للإيجار:1960-شكري | - راسبوتين:1960 - عايز أحب:1958 - كرسي الاعتراف |

## وفاته
توفي زين العشماوي في يوم الثلاثاء 23 أبريل 1991 عن عمر ناهز ال56 على إثر أزمة قلبية حادة